# Daniel Jones
Daniel Jenkyn Jones (7. december 1912 i Pembroke – 23. april 1993 i Swansea, Wales) var en walisisk komponist.
Jones studerede på Royal Academy of Music i London. Han har komponeret 13 symfonier, strygekvartetter, operaer, orkesterværker, cellokoncert, obokoncert, violinkoncert etc.
Han komponerede både i tonal og seriel stil, og benyttede en kompleks teknik med vekslende taktarter. Jones hører til de vigtige og betydningsfulde komponister fra Wales sammen med Grace Williams, Alun Hoddinott og William Mathias.

## Udvalgte værker
- Symfoni nr. 1 (1944-1945) - for orkester
- Symfoni nr. 2 (1950) - for orkester
- Symfoni nr. 3 (1951) - for orkester
- Symfoni nr. 4 "Til minde om Dylan Thomas" (1954) - for orkester
- Symfoni nr. 5 (1958) - for orkester
- Symfoni nr. 6 (1964) - for orkester
- Symfoni nr. 7 (1971) - for orkester
- Symfoni nr. 8 (1972) - for orkester
- Symfoni nr. 9 (1974) - for orkester
- Symfoni nr. 10 (1980) - for orkester
- Symfoni nr. 11 "Til minde om GF Tyker" (1983) - for orkester
- Symfoni nr. 12 (1985) - for orkester
- Symfoni nr. 13 "Til minde om John Fussel" (1992) - for orkester
- Sinfonietta (1972) - for orkester
- Cellokoncert (1986) - for cello og orkester
- Obokoncert (1982) - for obo og orkester
- Violinkoncert (1966) - for violin og orkester
- 8 Strygekvartetter (1946, 1957, 1975, 1978, 1980, 1982, 1987, 1993) (nr. 8, ufuldendt)
- "Kniven" (1961) – opera
- "Orestes" (1967) – opera
- Capriccio (1965) – for fløjte, harpe og strygeorkester